# 上元 (南詔)
上元（じょうげん）は、南詔の異牟尋の時代に使用された元号。784年 - 年代不詳。
上元の次の元号とされる元封については実在しなかった可能性もあり、そうであれば上元の末年は808年となる。